# Empresa negra (Japón)
Una empresa negra (ブラック企業 burakku kigyō?), también conocida como corporación negra o negocio negro, es un término japonés para un sistema de empleo explotador y del tipo taller de explotación laboral.
Si bien el término "taller de explotación laboral" se asocia con la manufactura, y el comercio de prendas de vestir, en Japón las empresas negras no están necesariamente asociadas con la industria de la moda, sino comúnmente con el trabajo de oficina.

## Etimología
El término "empresa negra" empezó a ser utilizado a principios de siglo por trabajadores del sector tecnológico para referirse a aquellas firmas que explotan a sus trabajadores.

## Condiciones
Si bien los detalles pueden variar de un lugar de trabajo a otro y de una empresa a otra, una práctica común en una empresa negra es contratar una gran cantidad de empleados jóvenes y luego obligarlos a trabajar grandes cantidades de horas extras sin pago de horas extras. Las condiciones son malas y los trabajadores son sometidos a abusos verbales y abuso de poder por parte de sus superiores.  Para lograr que los empleados se quedaran, los superiores de las empresas negras a menudo amenazaban a los empleados jóvenes con manchar su reputación si decidían renunciar.
Mina Mori, una empleada de 26 años de la cadena de restaurantes Watami, se suicidó dos meses después de incorporarse a la empresa en 2008. Su familia presentó una denuncia ante la Oficina de Normas Laborales de Yokosuka para que se reconociera que el suicidio estaba relacionado con el trabajo. Cuando su reclamo fue denegado, apelaron ante la Oficina Laboral de la Prefectura de Kanagawa, que reconoció el estrés relacionado con el trabajo como la causa del deterioro de su salud mental.   En diciembre de 2015, Watami llegó a un acuerdo extrajudicial de 130 millones de yenes con la familia, y el fundador de Watami, Miki Watanabe, se disculpó. 